# Twelve (álbum de Patti Smith)
Twelve es el décimo álbum de covers de la cantante y compositora estadounidense Patti Smith, lanzado al mercado el 17 de abril de 2007 por la discográfica Columbia Records. Como sugiere el título consta de doce canciones, todas ellas versiones de otras bandas o artistas. Debutó en el puesto número 60 de la lista Billboard 200, con 11 000 copias vendidas la primera semana. también se editó un EP promocional llamado Two More, con dos temas que no aparecen en el álbum: "Perfect Day" de Lou Reed y "Here I Dreamt I Was an Architect" de The Decemberists.

## Lista de canciones
| N.º | Título                              | Compositor                                                           | Duración |
| --- | ----------------------------------- | -------------------------------------------------------------------- | -------- |
| 1   | "Are You Experienced?"              | Jimi Hendrix                                                         | 4:46     |
| 2   | "Everybody Wants to Rule the World" | Roland Orzabal, Ian Stanley, Chris Hughes (Tears for Fears)          | 4:07     |
| 3   | "Helpless"                          | Neil Young (Crosby, Stills, Nash, & Young)                           | 4:02     |
| 4   | "Gimme Shelter"                     | Mick Jagger, Keith Richards (The Rolling Stones)                     | 5:00     |
| 5   | "Within You Without You"            | George Harrison (The Beatles)                                        | 4:51     |
| 6   | "White Rabbit"                      | Grace Slick (Jefferson Airplane)                                     | 3:54     |
| 7   | "Changing of the Guards"            | Bob Dylan                                                            | 5:47     |
| 8   | "The Boy in the Bubble"             | Paul Simon, Forere Motloheloa                                        | 4:30     |
| 9   | "Soul Kitchen"                      | Jim Morrison, John Densmore, Ray Manzarek, Robby Krieger (The Doors) | 3:45     |
| 10  | "Smells Like Teen Spirit"           | Kurt Cobain, Dave Grohl, Krist Novoselic (Nirvana)                   | 6:31     |
| 11  | "Midnight Rider"                    | Gregg Allman, Robert Payne (The Allman Brothers Band)                | 4:02     |
| 12  | "Pastime Paradise"                  | Stevie Wonder                                                        | 5:26     |
| 13  | "Everybody Hurts" (bonus)           | Bill Berry, Peter Buck, Mike Mills, Michael Stipe (R.E.M.)           | 6:17     |

## Personal
Banda
- Patti Smith – voz, clarinete
- Lenny Kaye – guitarra
- Jay Dee Daugherty – batería, percusión, acordeón
- Tony Shanahan – bajo, teclados, voz

Personal adicional
- Andi Ostrowe – mezclas
- Barre Duryea – bajo
- David Bett – dirección artística
- Duncan Webster – guitar
- Emery Dobyns – ingeniería, mezclas
- Flea – bajo
- Giovanni Sollima – violonchelo
- Greg Calbi – masterización
- Jack Petruzelli – guitarra
- Jackson Smith – guitarra
- Jesse Smith – coros
- John Cohen – banjo
- Luis Resto – piano
- Mario Resto – batería
- Paul Nowinski – contrabajo
- Peter Stampfel – violín
- Rich Robinson – Dulzaina, guitarra
- Sam Shepard – banjo
- Steven Sebring – fotografía
- Tom Verlaine – guitarra
- Walker Shepard – banjo

## Listas
| Lista (2007)                   | Posición |
| ------------------------------ | -------- |
| Austria                        | 32       |
| Bélgica                        | 28       |
| Dinamarca                      | 19       |
| Francia                        | 12       |
| Alemania                       | 17       |
| Irlanda                        | 74       |
| Italia                         | 6        |
| Países Bajos                   | 41       |
| Nueva Zelanda                  | 30       |
| Noruega                        | 35       |
| Suecia                         | 26       |
| Suiza                          | 23       |
| Reino Unido                    | 63       |
| Estados Unidos (Billboard 200) | 60       |

## Ediciones
| Fecha               | Discográfica     | Formato | N.º de catálogo |
| ------------------- | ---------------- | ------- | --------------- |
| 17 de abril de 2007 | Columbia Records | CD      | 87251           |